# جونيور باولو
جونيور باولو (بالإنجليزية: Junior Paulo)‏ هو لاعب دوري الرغبي أسترالي، ولد في 20 نوفمبر 1993 في أوكلاند في نيوزيلندا.

## وصلات خارجية
- جونيور باولو على موقع بوكس ريك (الإنجليزية) (registration required)